# Лазьники (Нижньосілезьке воєводство)
Лазьники (пол. Łaźniki) — село в Польщі, у гміні Злотория Злоторийського повіту Нижньосілезького воєводства.
Населення — 84 особи (2011).
У 1975-1998 роках село належало до Легницького воєводства.

## Демографія
Демографічна структура станом на 31 березня 2011 року:
|          | Загалом | Допрацездатний вік | Працездатний вік | Постпрацездатний вік |
| -------- | ------- | ------------------ | ---------------- | -------------------- |
| Чоловіки | 44      | 4                  | 30               | 10                   |
| Жінки    | 40      | 4                  | 25               | 11                   |
| Разом    | 84      | 8                  | 55               | 21                   |